# Ernst Cassirer
Ernst Cassirer (in tedesco: [ˈeʁnst kaˈsiːʁɐ]; Breslavia, 28 luglio 1874 – New York, 13 aprile 1945) è stato un filosofo tedesco naturalizzato svedese.

## Biografia
Nel 1906 grazie a Wilhelm Dilthey conseguì l'abilitazione all'Università di Berlino, dove fu a lungo libero docente. A causa delle sue origini ebraiche ottenne solo nel 1919 una cattedra nella neofondata Università di Amburgo, di cui divenne più tardi rettore (1929-30), e dove tra l'altro fu supervisore delle tesi di dottorato di Leo Strauss e Joachim Ritter.
Essendo di origini ebraiche, con l'avvento del nazismo nel 1933 dovette lasciare la Germania, insegnò a Oxford dal 1933 al 1935 e fu professore a Göteborg dal 1935 al 1941. In quegli anni fu naturalizzato svedese ma, ritenendo ormai anche la neutrale Svezia poco sicura, si recò negli Stati Uniti d'America, dove fu visiting professor nell'Università di Yale, nel New Haven, dal 1941 al 1943 e docente alla Columbia University, New York dal 1943 fino alla morte (1945).
Dopo essere uscito dalla tradizione della Scuola di Marburgo del neokantismo, ha sviluppato una filosofia della cultura come teoria fondata sulla funzione dei simboli nel mito, nella scienza, nella religione, nella tecnica. Ad Amburgo ha collaborato attivamente alla biblioteca di Aby Warburg.

## Il pensiero e le opere
Nel suo scritto Sostanza e Funzione (Substanzbegriff und Funktionsbegriff, 1910), Cassirer intende mostrare come la filosofia kantiana s'inserisca intrinsecamente nello sviluppo della scienza moderna a partire da Galileo (fino ad Einstein e Gödel), giungendo alla conclusione che l'ontologia deve lasciare il passo all'analitica dell'intelletto, cioè ad uno studio delle condizioni a priori, e perciò storiche e trascendentali, che presiedono alla formazione dell'oggetto d'indagine delle diverse scienze. Analizzando il mondo della scienza moderna, Cassirer rileva che al concetto-sostanza è andato progressivamente sostituendosi quello di funzione. Termini come energia, etere, atomo, spazio e tempo, non designano realtà concrete, ma rappresentano esclusivamente simboli per la descrizione di un contesto di possibili relazioni. Di qui nasce l'importanza del linguaggio rispetto agli altri oggetti dell'indagine epistemologica, in quanto la sua natura relazionale influenza la costituzione del mondo oggettivo.
Nell'opera Filosofia delle forme simboliche sposta le stesse riflessioni applicate sul mondo della scienza a quello dell'uomo. L'autore evidenzia che la funzione del linguaggio è molteplice: oltre ad essere uno strumento di comunicazione, fa da tramite fra l'ambito delle impressioni e quello dell'oggettivazione. Questo passaggio avviene grazie all'espressione simbolica, come afferma lui stesso:
(Filosofia delle forme simboliche,Intr.,§II)
Sul progresso del linguaggio Cassirer scrive:
(Filosofia delle forme simboliche,I,I,cap.II,§2)
Gli stessi modelli concettuali Cassirer li applica sullo studio del mito e della fenomenologia della conoscenza.
Per sintetizzare la sua definizione dell'uomo, Cassirer affermò:
(Essay on Man, cap.II)
Che cos'è la cultura?
(Filosofia delle forme simboliche, II)

## Sulla relatività di Einstein
Nel 1921 Ernst Cassirer firma a Berlino la prima pubblicazione del saggio: "La teoria della relatività di Einstein. Considerazioni gnoseologiche" ("Zur Einsteinschen Relativitätstheorie. Erkenntnistheoretische Betrachtungen, Bruno Cassirer Verlag, Berlin 1921") in cui la (a lui recentissima) teoria della relatività di Albert Einstein, soffermandosi su quella "generale", è posta a confronto comparativo in ottica epistemologica (nell'alveo della filosofia della conoscenza) con l'opera di Immanuel Kant.
Qui l'Autore espone e valuta quei contenuti che a proprio giudizio fanno, almeno parzialmente, coincidere la nuova concezione einsteniana con gli assunti essenziali del pensiero kantiano; con preferenziale attenzione alla: "Critica della ragion pura", e a qualche altro studio kantiano dedicato alla conoscenza della natura, che par anticipare l'idea portante di Einstein. Ad esempio riassume un'argomentazione da Kant espressa nei "Primi principi metafisici della scienza della natura": "...Lo spazio assoluto - così dice Kant - non è in sé nulla e nessun oggetto, significa soltanto uno spazio relativo a tutti gli altri che posso sempre pensare oltre quello dato."
L'Autore sviluppa la stesura del suo libro in sette capitoli, partendo dalle prospettive di Kant per addentrarsi, in modo approfondito, nel nocciolo delle elaborazioni relativistiche dimostrando una sicura padronanza anche del loro aspetto matematico e al contempo esaminando le implicazioni del nuovo approccio scientifico abbraccia le esigenze più universali della teorizzazione filosofica sulla conoscenza.
Il primo capitolo ("Concetti di Misura e di Cosa") si apre con un trattato del 1763, "Tentativo per introdurre nella filosofia il concetto delle quantità negative", dove Kant giudica negativamente la consuetudine dei metafisici a lui contemporanei d'ignorare l'opera scientifica che "...si occupa di conoscenze comprensibili ed evidenti..." prediligendo essi continuare a ragionare in quelle che bolla come "astrazioni oscure e difficilmente controllabili"; Cassirer ci indica che in alternativa a questa tendenza Kant fa riferimento all'esposizione accademica di Eulero "Riflessioni sullo spazio e sul tempo" composto nel 1748. Nel medesimo capitolo sono inseriti estratti dai kantiani "Scritti precritici" fra cui si legge: "...la metafisica... invece di utilizzare taluni concetti o dottrine della matematica, si è al contrario spesso eretta in armi contro di essa... Anche la considerazione matematica del moto, unitamente alla conoscenza dello spazio, fornisce una quantità di dati atti a mantenere sui binari della verità la metafisica del tempo...".
L'intento di Cassirer è mostrare quanto la prassi scientifica, nell'impostazione einsteiniana, confermi o contempli i criteri già prefigurati idealmente da Kant riguardo alla comprensione e sistematizzazione della realtà naturale, dando risalto alla funzione di quegli schemi insiti, connaturati, nel e col pensiero che come scrive sono gli unici capaci d'acquisire sinteticamente e ordinare la congerie degli eventi fenomenici che, sempre più si scopre, hanno caratteri empirici non assoluti e i cui determinanti sono invece i circoscritti, essenziali, e ricorrenti tratti razionali dai quali dipende loro distinzione e interpretazione.
Nel testo si conferma ed esplica come detti schemi compongano l'essenziale formalismo delle leggi fisiche e, nella variabilità empirica generale, restino i veri fattori costanti. Ossia quelle "forme" implicite nella mente, indispensabili per la misurazione di tempo e/o di spazio (inclusa l'originale sintesi di Hermann Minkowski); quali la concezione della geometria mediante cui si distingue e applica la metrica non euclidea alla formulazione della relatività generale. Così, conseguentemente, nel capitolo finale ("La Teoria della Relatività e il problema della Realtà") si dà merito all'innovativa costruzione einsteiniana d'aver condotto la forma del pensiero fisico, fondamento della conoscenza obiettiva, alla "sua più chiara conclusione".
In tutto questo percorso Cassirer illustra l'importanza della concezione relativistica, in quanto riducente le proprietà empirico/corporee alla loro essenzialità di relazioni ("ora, scrive, la proprietà implica soprattutto il carattere di relazione") fra luoghi e tempi locali, cioè con misure risultanti differenti a seconda dei punti osservativi (riporta il termine di Einstein "molluschi di riferimento" per strumenti di misura) ma che vengono posti in rapporto reciproco e "comunanza" entro un complessivo sistema che riorganizza tali divergenze in una regolamentazione universale: dove tutto si struttura in linee affini, equivalenti e invarianti, quindi unificanti (basate sui dati della costante c e sull'estensione del concetto di campo). Visione rappresentabile con i reticolati astrattamente matematici delle coordinate spaziotemporali (le pagine del saggio toccano con perizia l'allora nuovo paradigma relativistico che geometrizzava spazio e tempo). 
Già nel primo capitolo del libro viene indicata la soddisfazione d'Einstein per aver eliminato "l'ultimo residuo di oggettività fisica" (parole dello stesso Einstein) ai dati dello spazio e del tempo che invece variano secondo i punti di vista (per oggettività si deve intendere: costanza delle quantità a prescindere dai sistemi che le soppesano). 
Cassirer predilige la Relatività Generale per questa propensione a semplificare il sistema della natura globale, ne illumina il sostanziale aspetto geometrico (le 10 funzioni g μ ν e evidenziando come la loro formulazione rappresenti sia la pura forma metrica spaziale sia le proprietà gravitazionali) e rievoca allo scopo "il sogno di Descartes di una fisica puramente geometrica" (questa tendenza è tuttora prevalente in importanti teorici) e affianca a queste considerazioni l'affermazione di Hermann Weyl: "Il mondo è una molteplicità metrica a (3+1) dimensioni; tutti i fenomeni fisici sono esteriorizzazioni della metrica del mondo".
Sistema che così risulta epurato da supposte indimostrabili sostanze (quali l'etere precedentemente ritenuto indispensabile alla propagazione ondulatoria elettromagnetica) e argomenta: "...la teoria... porta questa metodica un passo più avanti, liberandosi dai presupposti della visione ingenua, sensibile e materiale... e risulta descrivibile in virtù di espressioni la cui fonte sta negli a-priori del pensiero (dei quali i concetti geometrici verso la fine del capitolo sesto son definiti "anticipazioni metodiche").
Il "pensiero" viene considerato nei rigorosi meccanismi che lo strutturano e dirigono con proprietà affini a logica e matematica e: il più indipendentemente possibile dal filtro percettivo dei singoli osservatori. Per la scienza il pensiero ha funzione creatrice da "legislatore" poiché "costituisce progressivamente" le forme esplicative inerenti all'avverarsi dei fenomeni. Fenomeni coesi alle proprietà di spazio e tempo (proprietà intrinseche di ogni tipica struttura mentale). Ciò però avviene anche attraverso una costante ricerca di nuovi e "specifici mezzi concettuali" per approssimarsi progressivamente ai risultati richiesti. 
In questo senso l'Autore asserisce che la "forma" emergente dai processi conoscitivi non va intesa quale ente dato interamente, "d'un colpo", nello stesso momento alla ragione e/o ai sensi, non vi è una rappresentazione totale dell'essere come in genere raffigurava l'antica filosofia (al proposito cita la totalizzante e geometricamente precisa sfera parmenidea), piuttosto "qui la forma...va intesa non come forma rigida, ma vivente e mobile..."
Nel suo quinto capitolo, "I concetti di Spazio e Tempo dell'Idealismo Critico e la Teoria...", l'Autore si sofferma su differenza fra approccio fisico scientifico e quello critico filosofico; come esempio parte dalla formulazione utile a definire la distanza di due punti infinitamente prossimi ("x1, x2, x3, x4, e x1 + dx1, x2, +dx2, x3 + dx3, x4 + dx4,"), rilevando come tali serie debbano già supporre in chi le elabora i concetti di continuum, sequenza e contiguità, per poterli disporre con significato e scopo. Accezioni che l'interpretazione relativistica non spiega ma prende per fattori già accettati, schemi mentali di partenza, assiomi, ma che perciò necessitano di una preventiva indagine critica in questo caso necessariamente e puramente gnoseologica che ne giustifichi e avvalori l'utilizzo.
[Per meglio comprendere suesposta puntualizzazione deve anche considerarsi che la nuova formulazione gravitazionale si redige a partire dalle intuizioni di Bernhard Riemann ed altri teorici (elaborazioni del tensore metrico) non sorte da derivazione empirica ma dal puro ragionamento matematico. I fondamenti del lavoro dipendono dunque dalla natura della mente e dai processi spontanei che permisero la sua espressione. La "Relatività generale" rappresenta appunto la prima applicazione di quelle astrazioni matematiche al contesto del pensiero fisico, non una derivazione da esperienza osservativa diretta. La Relatività Generale implicava e previde fenomeni dei quali all'epoca s'ignorava persino l'esistenza e che vennero riscontrati successivamente, le onde gravitazionali solo recentemente captate ne sono l'ultimo preclaro esempio].
Quando Cassirer pubblica codeste pagine la teoria relativistica generale s'appoggiava principalmente al piano del solo modello teorico e matematico, ancora non corroborata dalle prove necessarie alla sua convalida; tant'è che ad Einstein fu assegnato il Nobel per lavori non particolarmente connessi alla sistematizzazione relativistica.
Proseguendo la sua disamina l'Autore precisa che nella scienza ogni principio concettuale vale per il suo uso applicativo e per i soli elementi appercepibili: vi si riporta la constatazione di Einstein secondo cui per i parametri scientifici un concetto non è attendibile come fattore esistente, né sufficientemente motivato, finché non se ne coglie l'aspetto fenomenico manifesto e provato col riscontro empirico; in modo affine per la filosofia ogni specifico concetto "nell'ordine del possibile" necessita, e nel modo più rigoroso possibile, di indagine per renderlo sempre più definito e razionalmente evidente. 
In ogni caso sono i concetti preesistenti (con la loro estrinsecazione logica) a presiedere eventuali procedimenti misurativi.
Cassirer fa notare "...la nozione di spazio e di tempo non è prodotta dalla misurazione...", ma tali nozioni sono i fondamenti che rendono possibile detta operazione; per cui nella prospettiva puramente epistemologica non può bastare l'ammissione che "...il senso di un concetto coincida col suo uso..." esso dev'essere valutato a prescindere dalle rispettive applicazioni, proprio per poterlo poi meglio impiegare, con una più chiara ed efficiente proposizione. Compito complementare della scienza fisica è dunque testare e riempire ognuno di tali concetti con rilevazioni significative in grado di guidare l'indagine accrescendo le evidenze delle verità ricercate; compito per il quale non è più sufficiente la tipica e ideale astrazione condotta dall'analisi filosofica (sua contemporanea). 
Per una rinnovata cultura moderna, sostiene: filosofia e scienza empirico/sperimentale è indispensabile che si avvicinino e supportino reciprocamente pur senza una rinuncia alle loro specifiche competenze. 
In sintesi, nodo di contatto fra Kant e Einstein è la centralità assunta dal ruolo essenziale della struttura formale delle relazioni, per entrambi i pensatori esse determinano i principi generali (al termine del 2º capitolo viene citata la "Critica della ragione pura": "...tutto ciò che noi conosciamo nella materia si riduce a mere relazioni...") e quelle funzioni del pensiero tramite cui si organizzano coerentemente le quantità disparate e a volte apparentemente casuali dell'esperienza fenomenica. Relazioni implicite nel puro pensiero che mediante esse può astrarre schemi logici e universali, slegati dal particolarismo delle sostanze assolute, penetrando cause ed effetti della realtà fisica. Solo così si possono distinguere e circoscrivere quei "dati" residui fondamentali che mantengono l'invarianza necessaria per ogni comparazione epistemologica: fattori che l'Autore denomina (con accento kantiano) "relazioni autonome e permanenti". 
Nel capitolo finale Cassirer ribadisce che:"...Lo scopo del pensiero fisico è definire e enunciare la materia della natura in modo puramente oggettivo, ma, in ciò, necessariamente enuncia contemporaneamente la legge e il principio suoi propri..."  riconoscendo che, essendo ogni schematizzazione conoscitiva generata inevitabilmente dalle forme originarie della nostra mente, non ci si può astrarre da un latente antropomorfismo nemmeno nella più rigorosa esplicazione scientifica, qui cita Johann Wolfgang von Goethe riportandone la contestuale ed esauriente riflessione:"Ogni filosofia della natura resta soltanto antropomorfismo, l'uomo, uno con sé stesso... tutto ciò che egli non è, lo trae a sé, lo fa tutt'uno con sé stesso..."
In sunto in questa non voluminosa ma densa opera il paradigma relativistico viene costantemente posto in comparazione con quello allora corrente della filosofia della conoscenza; su codesto sfondo è avanzata una chiarificazione/ridefinizione dell'insieme di detto bagaglio cognitivo, ciò dà al contenuto del libro un respiro e un interesse che sfiorano l'intera storia dell'epistemologia, nel dichiarato scopo di promuovere una più stretta collaborazione tra filosofia accademica e ricerca scientifica.
L'opera, prima di venir pubblicata e ancora in forma di manoscritto, fu visionata direttamente da Albert Einstein il quale la integrò "arricchendola" con articolate note e osservazioni: nella rispettiva "Prefazione" lo rivela con gratitudine lo stesso Cassirer.
[In fondo alla conclusiva pagina dei "Riferimenti bibliografici" l'Autore stesso notifica che quasi contemporaneamente pure Hans Reichenbach trattò le ripercussioni della teoria einsteiniana componendo: "Die Bedeutung der Relativitätstheorie für den physikalischen Erkenntnisbegriff"; testo del quale segnala d'aver preso atto, ma leggendone il manoscritto solo al termine del proprio lavoro. Al proposito, pur riscontrandovi una comunanza col proprio studio per metodica e scopo, e "profondo" e "acuto" valore analitico, dichiara il proprio disaccordo sulle rispettive conclusioni tratte dal collega ed ex allievo ("...in particolare per quanto riguarda il rapporto della teoria della relatività con la critica della conoscenza kantiana".)].

## Opere
- Leibniz' System in seinen wissenschaftlichen Grundlagen, Elwert, Marburg, 1902.

Cartesio e Leibniz, Roma-Bari, Laterza, 1986. ISBN 88-420-2664-6.
- Das Erkenntnisproblem in der Philosophie und Wissenschaft der neueren Zeit (1906-1920)

Storia della filosofia moderna. Il problema della conoscenza nella filosofia e nella scienza dell’età moderna, 4 voll., Torino, Einaudi, 1952-1958.
- Substanzbegriff und Funktionsbegriff (1910)

Sostanza e funzione, Firenze, La Nuova Italia, 1970.
- Kants Leben und Lehre (1918)

Vita e dottrina di Kant, Firenze, La Nuova Italia, 1984.
- Zur Einsteinschen Relativitätstheorie (1921)

La teoria della relatività di Einstein, Roma, Newton Compton, 1981.
- Philosophie der symbolischen Formen (1923–29)

Filosofia delle forme simboliche, 4 voll., Firenze, La Nuova Italia, 1961-1966.
- Sprache und Mythos. Ein Beitrag zum Problem der Götternamen, (1925)

Linguaggio e mito. Contributo al problema dei nomi degli dei, Milano, Il saggiatore, 1961.
- Individuum und Kosmos in der Philosophie der Renaissance (1927)

Individuo e cosmo nella filosofia del Rinascimento, Firenze, La Nuova Italia, 1935.
- Die Philosophie der Aufklärung (1932)

La filosofia dell'Illuminismo, Firenze, La Nuova Italia, 1935.
- Das Problem Jean Jacques Rousseau (1932)

Il problema di Gian Giacomo Rousseau , Firenze, La Nuova Italia, 1938.
- Die Platonische Renaissance in England und die Schule von Cambridge (1932)

La rinascenza platonica in Inghilterra e la scuola di Cambridge, Firenze, La Nuova Italia, 1968.
- Determinismus und Indeterminismus in der modernen Physik (1937)

Determinismo e indeterminismo nella fisica moderna, Firenze, La Nuova Italia, 1970.
- Zur Logik der Kulturwissenschaften (1942)

Sulla logica delle scienze della cultura, a cura di Michele Maggi, Firenze, La Nuova Italia, 1979.
- An Essay on Man (scritto e pubblicato in inglese) (1944)

Saggio sull'uomo. Introduzione a una filosofia della cultura, Milano, Longanesi, 1948.
- The Myth of the State (scritto e pubblicato in inglese) (postumo) (1946)

Il mito dello Stato, Milano, Longanesi, 1950.
- Language and Myth, tradotto in inglese da Susanne K. Langer (1946)
- Giacomo Borbone, Descartes. Dottrina, personalità, impatto, Morcelliana, 2024 (tr.it. di una monografia su Descartes del 1939)[20]